# Electroencefalograma
Un electroencefalograma o EEG és una exploració neurofisiològica basada en el registre de l'activitat bioelèctrica cerebral en condicions basals de repòs, en vigília, en somni o en situacions d'activació (hiperpnea, estimulació lumínica intermitent...)

## Història

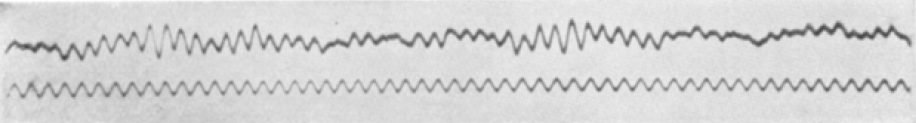
Primera imatge publicada d'un electroencefalograma (desembre 1929).

Richard Birmick Caton (1842-1926), metge de Liverpool (Regne Unit), va presentar el 1875 els seus descobriments sobre els fenòmens bioelèctrics als hemisferis cerebrals de ratolins i micos, exposats per craniectomia.
Hans Berger (1873-1941) va començar els seus estudis sobre electroencefalografia en éssers humans el 1920.

## EEG normal durant la vigília
Activitat de fos
- Ritmes alfa: 8-13 Hz
- Ritmes delta 1-3 Hz
- Ritmes beta: > 14 Hz
- Activitat theta: 4-7 Hz

Mètodes d'activació
- Hiperpnea
- Estimulació lluminosa intermitent
- Estimulació visual
- Estimulació auditiva
- Estimulació somestèsica
- Estimulació nociceptiva

## EEG normal durant el son
Grafoelements específics del son
- Ona aguda al vèrtex
- Ona aguda positiva occipital
- Fus del son
- Complex K
- Activitat delta del son
- Alertaments

Fases del son
- NREM Fase I
- NREM Fase II
- NREM Fase III
- NREM Fase IV
- REM

Estadiatge de Rechtschaffen i Kales

## Troballes anòmales al EEG
- Grafoelements EEG anòmals
- Anomalies EEG intermitents
- Anomalies EEG periòdiques
- Anomalies EEG contínues

## Indicacions del EEG
- Epilèpsia
- Encefalopatia
  - Encefalopatia inflamatòria
  - Encefalopatia metabòlica
  - Encefalopatia tòxica
  - Encefalopatia connatal
  - Encefalopatia hipòxica
- Coma
- Diagnòstic de mort encefàl·lica
- Tumors cerebrals i altres lesions ocupants d'espai
- Demència
- Malalties degeneratives del sistema nerviós central
- Malaltia cerebrovascular
- Traumatisme craneoencefàlic
- Cefalea
- Vertigen
- Trastorns psiquiàtrics

En termes generals:
El EEG està indicat en tot fenomen paroxístic en què se sospita una causa d'origen cerebral
-i en tota situació de disfunció cerebral, especialment en fase simptomàtica